# 塞德里克-馬塞爾·史特比
塞德里克·馬塞爾·史特比（Cedrik-Marcel Stebe，1990年10月9日—）是一位德國職業網球運動員。2012年1月30日，他的世界排名達到職業生涯以來最高的72位。他獲得過三項ATP挑戰賽的錦標。

## 外部連結
- 官方网站
- 塞德里克-馬塞爾·史特比（英文/西班牙文）的官方資料
- 塞德里克-馬塞爾·史特比的國際網球總會 職業／青少年 官方資料（英文）
- 塞德里克-馬塞爾·史特比的官方資料（英文）